# Anita Mangold
Anita Mangold (* 30. Juni 1989) ist eine deutsche Sportschützin und Europameisterin mit dem Luftgewehr. 

## Werdegang
Anita Mangold wurde 2018 in das Landesleistungszentrum Baden-Württembergs aufgenommen und ist seit 2019 Mitglied der Spitzensportfördergruppe der Polizei Baden-Württemberg. 2021 belegte sie den ersten Platz bei den Deutschen Meisterschaften in der Disziplin 100 Meter Kleinkaliber.
Ihren bis dahin größten Erfolg konnte Anita Mangold beim World Cup 2022 in Rio  de Janeiro erreichen. Im Finale des 10-Meter-Luftgewehr-Mannschafts-Schießens gewann sie mit Lisa Müller und Anna Janßen die Goldmedaille vor den Teams aus Norwegen und dem Iran.
Bei den Schieß-Europameisterschaften 10 Meter 2024 in Győr konnte Mangold eine weitere Goldmedaille gewinnen; erneut im 10-Meter-Luftgewehr-Mannschafts-Schießen konnte sie mit Larissa Wegner und Anna Janßen den ersten Platz belegen. Für die Qualifikation zu den Olympischen Sommerspielen 2024 in Paris nahm Mangold im April 2024 am ISSF Final Olympic Qualification Championship in Rio de Janeiro teil. Dort konnte sie sich für das Finale qualifizieren und belegte am Ende den achten Platz und verpasste damit den ersehnten Quotenplatz für das deutsche Team und die Qualifikation für Olympia.
Beim World Cup 2025 in Buenos Aires konnten sich Mangold und Nele Stark für das 50 Meter KK Dreistellungskampf-Finale qualifizieren. Dort konnte sich Mangold vor der kasachischen Schützin Arina Altukhova die Silbermedaille und somit ihre erste Einzelmedaille bei einem ISSF World Cup sichern.